# Eggenberg (Brauerei)

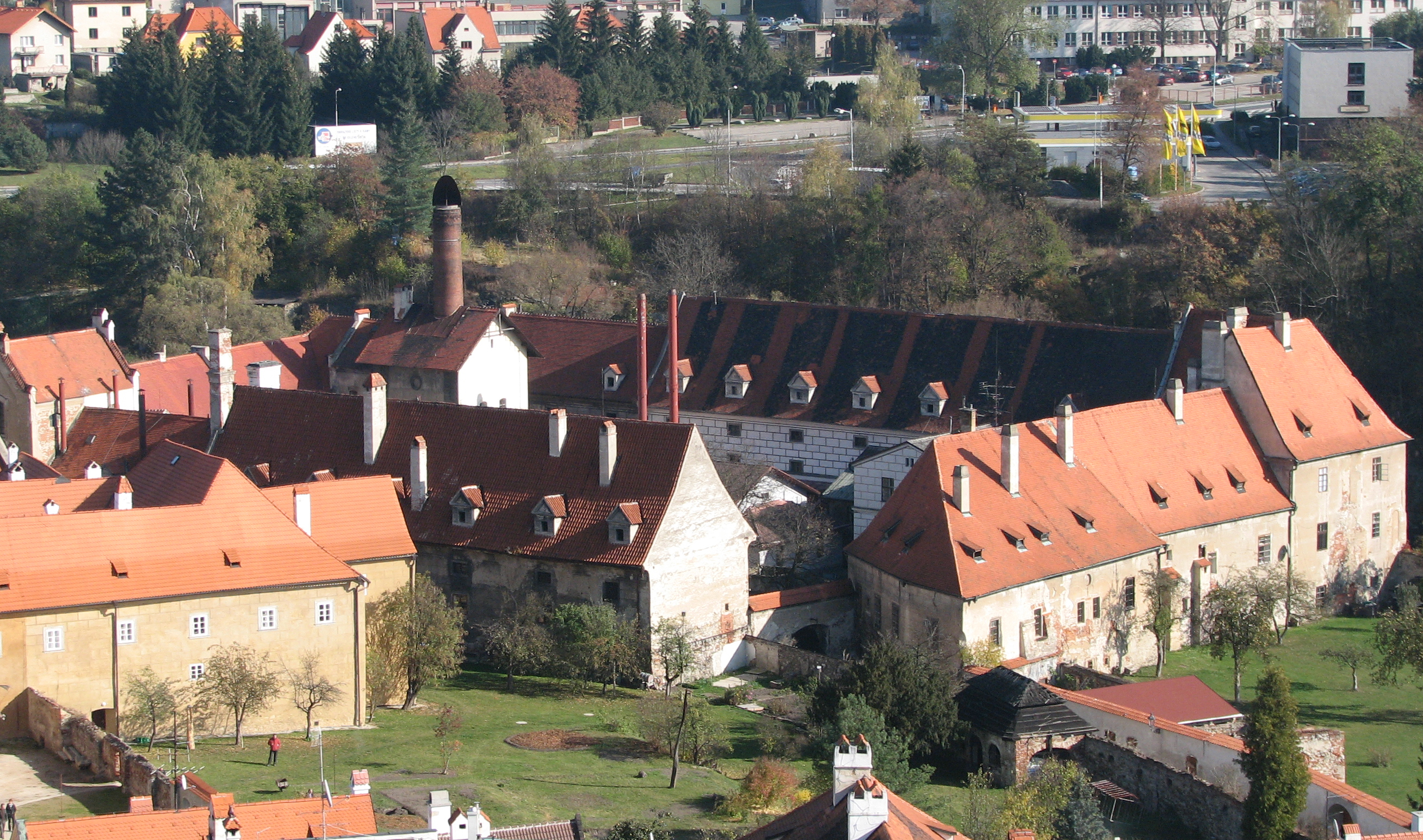
Brauerei Eggenberg

Pivovar Eggenberg war eine tschechische Brauerei, die im Jahr 1560 gegründet wurde und ihren Sitz in Český Krumlov (Krumau) hatte.

## Geschichte

### Rosenberger Brauerei
Die ursprüngliche herrschaftliche Brauerei befand sich seit dem 14. Jahrhundert auf dem IV. Schlosshof vor der heutigen Mantelbrücke. Die Herrenbrauerei entsprach im 16. Jahrhundert nicht mehr der steigenden Nachfrage, und Wilhelm von Rosenberg gründete daher im Jahre 1560 in der damaligen Vorburg im Ortsteil Latrán eine neue Brauerei. Das Quellwasser, welches heute noch zum Brauen benutzt wird, wurde durch eine Leitung, die durch Jakob Krčín von Jelčany errichtet wurde, in den Brauereihof geleitet.
Neben der herrschaftlichen Brauerei gab es auch ein Städtisches Brauhaus, das von Krumauer Bürgern gemeinschaftlich betrieben wurde.

### Eggenberger Brauerei

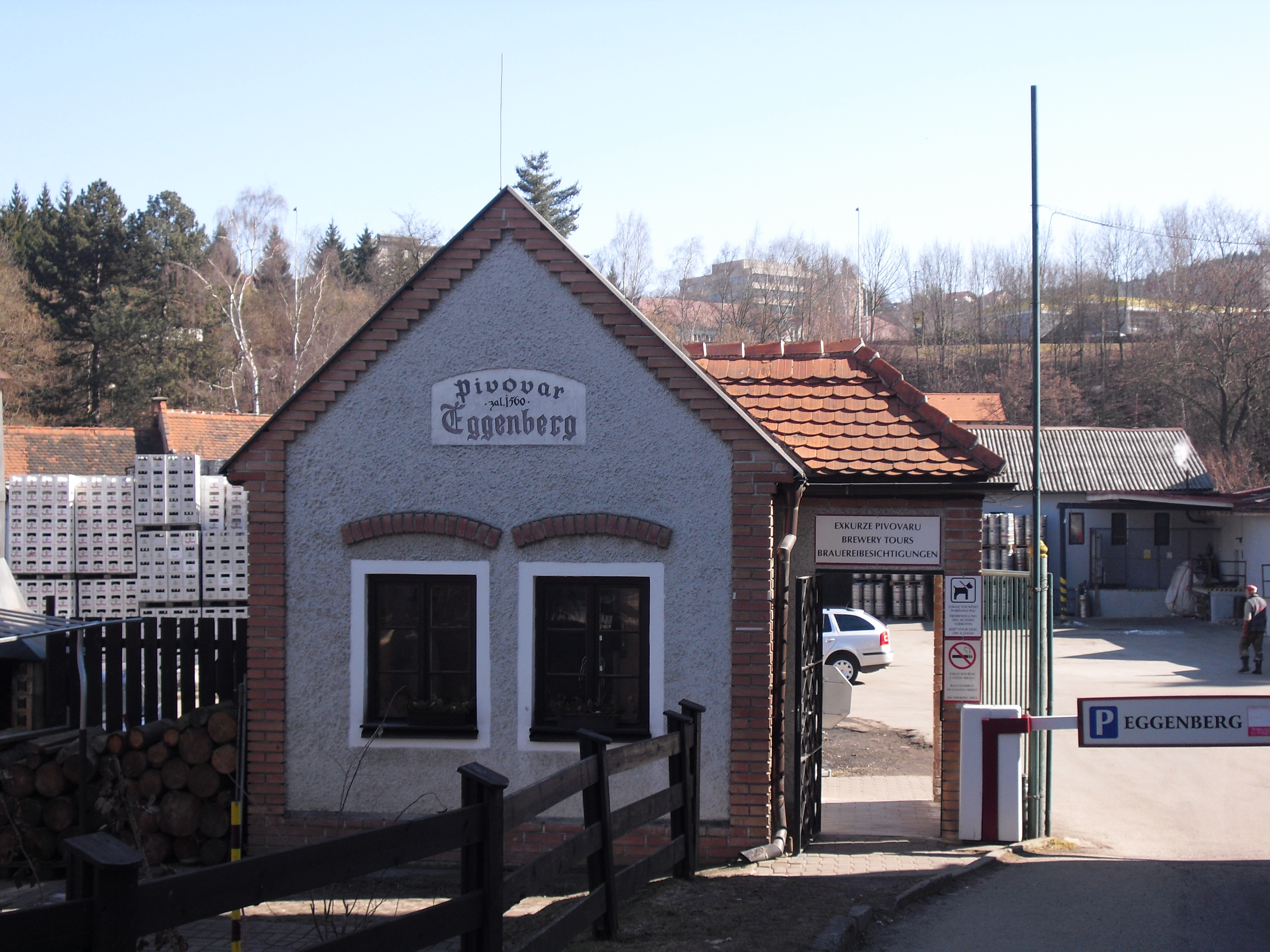
Die Einfahrt zur Brauerei

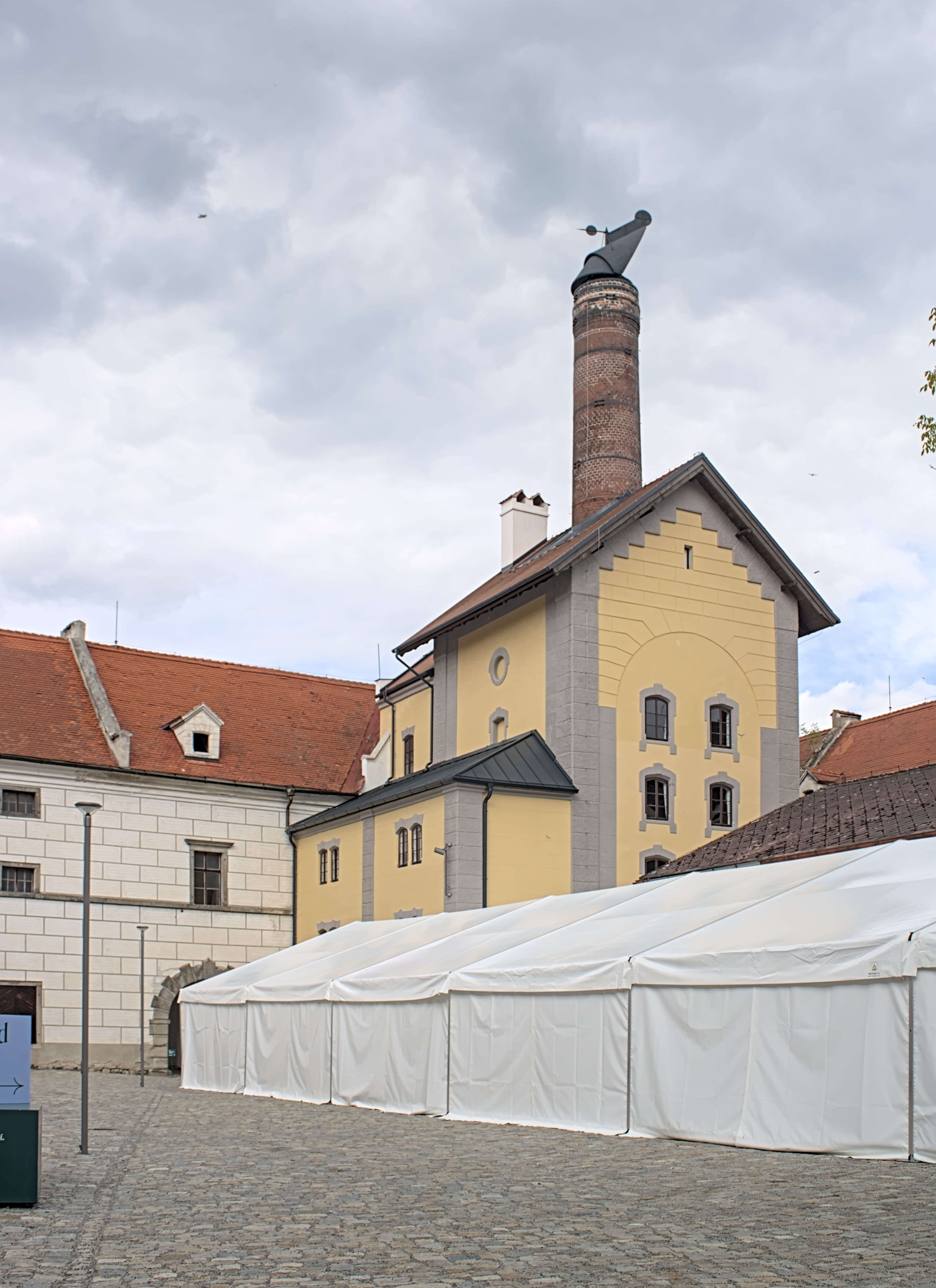
Innenhof der Brauerei

Krumau und damit auch die Brauerei kamen im Jahr 1621 in den Besitz der steirischen Adelsfamilie Eggenberg. Auf Grund des steigenden Bierverbrauchs wurde ein zusätzlicher Standort gesucht und das Gelände zwischen dem Minoritenkloster und der Moldauschleife ausgewählt. Zwischen 1625 und 1630 baute der Krumauer Bürger Wenzel Flach den ehemaligen Sitz der Witwe Anna von Rogendorf, der Mutter von Wilhelm von Rosenberg, aus dem Jahre 1546 sowie das 1594 von Domenico Benedetto Cometta errichtete Rosenberger Zeughaus zur Produktionsstätte um. Die heutige Brauerei befindet sich immer noch an dieser Stelle.
Nachdem 1719 die Eggenberger in männlicher Linie erloschen war und ihr Erbe an die Fürsten Schwarzenberg überging, war neben der Bezeichnung „Schlossbrauerei“ auch „Schwarzenberger Brauerei“ gebräuchlich. 
1945 wurde die Brauerei im Zuge der Vertreibung der deutschen Bevölkerung vom Staat enteignet und 1950 mit der Budweiser und weiteren Brauereien in den Südböhmischen Brauereien (Jihočeské pivovary) zusammengefasst.
Der Markenname „Eggenberg“ wurde mit der Reprivatisierung der Brauerei wieder eingeführt, wobei František Mrázek das Unternehmen am 7. September 1991 um 75 Millionen Tschechische Kronen ersteigerte. Die Brauerei wurde 1995 mit 692 Millionen Kronen bewertet und in eine Aktiengesellschaft überführt. Mrázek, der als eine der führenden Personen der tschechischen Unterwelt galt, wurde 2006 in Prag erschossen. 
Am 16. Mai 2008 war das Unternehmen mit einem Außenstand von 137 Millionen Kronen bei 48 Gläubigern insolvent, woraufhin die Brauerei zwei Monate lang außer Betrieb war. Als die Brauerei im Herbst 2013 ein weiteres Mal ums Überleben kämpfte, wurde sie von der Brauerei in Pardubice übernommen. Im Jahre 2014 wurde die Brauerei geschlossen und die Technologie in die Brauerei Pardubice überführt. Der ehemalige Vorstandsvorsitzende Jiří Shrbený wurde 2017 im Zusammenhang mit dem Eggenberg-Konkurs wegen Subventionsbetrugs zu einer fünfjährigen Haftstrafe verurteilt.
Die oberösterreichische Brauerei Schloss Eggenberg steht trotz der Namensgleichheit in keinem Zusammenhang. Das oberösterreichische Adelsgeschlecht der Eggenberger war nicht mit den steirischen Eggenberger, die Herzöge von Krumau werden, verwandt.

### Historische Brauerei
Der Investor Fortuno Group erwarb die Brauereigebäude im Jahr 2015 und braut in der neu eingerichteten „Historischen Brauerei Krumau“ (Historický pivovar Český Krumlov) Biere unter dem Markennamen Krumlov. Der Restaurantbetrieb trägt aber nach wie vor den Namen Pivovarské restaurace Eggenberg.

## Produkte
In der Brauerei wurden folgende Biere hergestellt:
- Helles Lagerbier „Eggenberg“ und „Petr Vok“
- Dunkles Lagerbier „Eggenberg“
- Helles Schankbier „Eggenberg“, „Dia Eggenberg“ und „Kristián“
- Oster- und Weihnachtslagerbier
- Alkoholfreies Helles Bier